# Albert Sechehaye
Charles-Albert Sechehaye (Genebra, 4 de julho de 1870 – Genebra, 2 de julho de 1946) foi um linguista e professor universitário franco-suíço que ficou conhecido por ter organizado e editado, juntamente com Charles Bally, o Curso de Linguística Geral, livro que é considerado o mais importante atribuído a Ferdinand Saussure, morto em 22 de fevereiro de 1913, portanto, trata-se de uma obra póstuma, publicada em 1916.

## Biografia
Nascido em "uma família de huguenotes originários de Metz e instalados em Genebra em 1689, Charles-Albert-Sechehaye era o segundo filho de Jean-François Sechehaye, contador do estado, e de Louise Valloton". Depois de concluir seus estudos secundários, no Colégio de Genebra, em 1889, o jovem Sechehaye ingressa na Universidade de Genebra, tendo uma formação filosófica em Letras Clássicas com seu mestre Ferdinand de Saussure. Até 1894, ele atuou como preceptor particular, depois, tornou-se leitor da língua francesa atuando primeiramente na Boemia entre 1894-1897, e, em seguida, exerce a mesma função entre 1897-1901 em Göttingen, onde prepara sua tese nesta Universidade alemã, defendida, em 3 março de 1902, sua tese sobre o  imperfeito do subjuntivo (um tempo verbal da língua francesa, que caiu em desuso). De volta a Suíça, ele se instala definitivamente em Genebra, onde é nomeado em 1903, mestre de conferência do seminário "Francês moderno". Casa-se, em 1906, com  Marguerite Andrée Sechehaye (nascida Burdet),futura assistente de pesquisa de Édouard Claparède na Universidade de Genebra que depois se tornaria uma importante psicóloga e psicanalista da Sociedade Suíça de Psiquiatria (Société suisse de psychanalyse), pioneira no tratamento psicoanalítico da esquizofrenia, e que fez análise de treinamento com Raymond de Saussure, filho do linguista Ferdinand de Saussure, o mesmo que fora tutor de seu marido e seu professor no curso de Letras. Ela também foi uma dos doze alunos matriculados no último curso ministrado por Saussure que contribuíram com suas anotações para o livro que eternizaria o mestre genebrino como o pai da Linguística moderna. Em 1916, Albert Sechehaye consegue publicar juntamente com Ballly, tendo a colaboração de Charles Riedlinger, o Curso de Linguística Geral, obra que contém as ideias de Ferdinand de Saussure, referente aos três últimos cursos que ministrou na Universidade de Genebra entre 1906-1907 (primeiro curso), 1908-1909 (segundo curso) e 1910-1911 (último curso). O livro foi escrito a partir das anotações de seus ex-alunos, já que, depois da morte de Saussure, em 1913,ninguém encontrou nada sobre os apontamentos destes cursos, escrito por seu próprio punho. Hoje é considerada a obra mais importante de Saussure. Em 1939, Sechehaye substitui Bally como professor na Universidade de Genebra.

## Discípulo ou mestre de Saussure?
Embora algumas ideias, desenvolvidas simultaneamente por Sechehaye e Saussure, ganhassem prestígio internacional, durante muito tempo Sechehaye ficou à sombra de seu professor e permaneceu desconhecido, até mesmo depois da publicação do Curso de Linguística Geral em 1916. Sechehaye já havia publicado um livro em 1908 que incluiu algumas ideias estruturalistas e um programa de linguística sincrônica e fonologia. Este trabalho era conhecido por Saussure, que, a partir de 1909, passou a usar em suas palestras. Talvez, por isso que Peter Wunderli chegou a dizer que Saussure teria sido mais um "discípulo de Sechehaye", do que seu mestre, o que é um certo  exagero; contudo, seu papel no surgimento do estruturalismo não deve ser esquecido nem negligenciado.

## Ideias Linguísticas
O Programa e métodos da linguística teórica (Programme et méthodes de la linguistique théorique), de 1908, foi o primeiro texto publicado por Sechehaye  após sua defesa de tese e foi dedicado ao mestre Saussure. Neste trabalho, ele propõe que a linguística se torne uma "ciência de leis" ao invés de  "ciência dos fatos", como defendia a corrente da linguística histórica de orientação positivista. Segundo Sechehaye, todos os níveis de uma língua estão divididos em partes "estáticas" e "dinâmicas" (ou "evolutivas"). As partes "estáticas" são os principais componentes da língua porque não são influenciadas pela evolução. Daí, o motivo por considerar a linguística como ciência das leis, já que é, nestes termos, atemporal e universal, enquanto a dos fatos concretos depende da história da língua, incluindo as leis fonéticas.
Sechehaye apresenta ideias de origens e mudanças das línguas, propõe uma fonologia quase algébrica e lida com a gramática dos erros da língua (como a das crianças). Ele recomenda uma exploração psicológica de fenômenos de linguagem, talvez por influencia da sua esposa, a psicóloga, Marguerite Sechehaye.
Seu segundo trabalho, Essai sur la structure logique de 1926, se concentra na sintaxe e seus tipos lógicos. Nos escritos dos anos 1920-1940, ele especifica o conceito de Saussure e propõe uma "linguística da fala organizada".

## Publicações
- Sechehaye, Albert.Der Konjunktiv Imperfecti und seine Konkurrenten in den normalen hypothetischen Satzgefügen im Französischen // Romanische Forschungen, B. XIX, № 2, 1905 (em Alemão).
- ____. «L'imparfait du subjonctif et ses concurrents dans les hypothétiques normales en français. Esquisse de syntaxe historique ». Romanische Forschungen, 19/2, 321-406, 1905 ( em Francês).

- ____. Programme et méthodes de la linguistique théorique. Psychologie du langage. Paris: Champion, 1908 (em Francês).
- ____. Éléments de grammaire historique du français. Genebra: Eggimann, 1909 (em Francês).
- ____. « Les problèmes de la langue à la lumière d’une théorie nouvelle ». Revue philosophique de la France et de l’étranger, 42, 1-30, 1917 (em Francês).
- ____.« Les règles de la grammaire et la vie du langage ». Germanischromanische Monatsschrift, 6, 288-303 et 341-351, 1914 (em Francês).
- ____. « Leçon du 28 février 1913 à l’Université de Genève ». In Ferdinand de Saussure (1857-1913). Plaquette d’hommages. Genève : Sonor, 59-67, 1915 (em Francês).
- ____. La méthode constructive en syntaxe // Revue des langues romanes. Montpellier, t. LIX, 1916 (em Francês).
- ____.« Les deux types de la phrase ». In Mélanges d’histoire littéraire et de philologie offerts à M. Bernard Bouvier à l’occasion du XXXe anniversaire de sa nomination comme Professeur ordinaire à la Faculté des Lettres de l’Université de Genève. Genève : Sonor, 315-332, 1920 (em Francês).
- ____. Abrégé de grammaire française sur un plan constructif suivi d’un tableau systématique des conjugaisons pour servir à l’étude du Cours pratique de langue française de Hans Hoesli. Zürich : Verlag der Sekundarlehrerkonferenz des Kantons Zürich., 1926 (em Francês).
- ____. Essai sur la structure logique de la phrase // Collection linguistique publie par la SLP, XX. Paris: Champion, 1926 (em Francês).
- ____.« Le pédagogue et le linguiste ». L’Éducateur, 63, n° du 8 janvier 1927, 14-16, 1927 (em Francês).
- ____. L'école genevoise de linguistique générale // Indogermanische Forschungen, B. 44, 1927(em Francês).
- ____.« La méthode constructive en grammaire et son application ». In 59. Jahrbuch des Vereins schweizerischer Gymnasiallehrer, 106-108. [Réimpression dans Cahiers Ferdinand de Saussure, 4, 1944, 22-25, 1930 (em Francês).
- ____. « La pensée et la langue, ou comment concevoir le rapport organique de l’individuel et du social dans le langage ? ». Journal de psychologie normale et pathologique, 30, 57-81. [Réimpression dans Cahiers Ferdinand de Saussure, 4, 1944, 26-52, 1933 (em Francês).
- ____. Les trois linguistiques saussuriennes // Vox Romanica, t. V. Zúrich, 1940 (em Francês).
- ____.« Les classes de mots et l’imagination ». Cahiers Ferdinand de Saussure, 1, 77-88, 1941 (em Francês).